# Friedrich Giesel

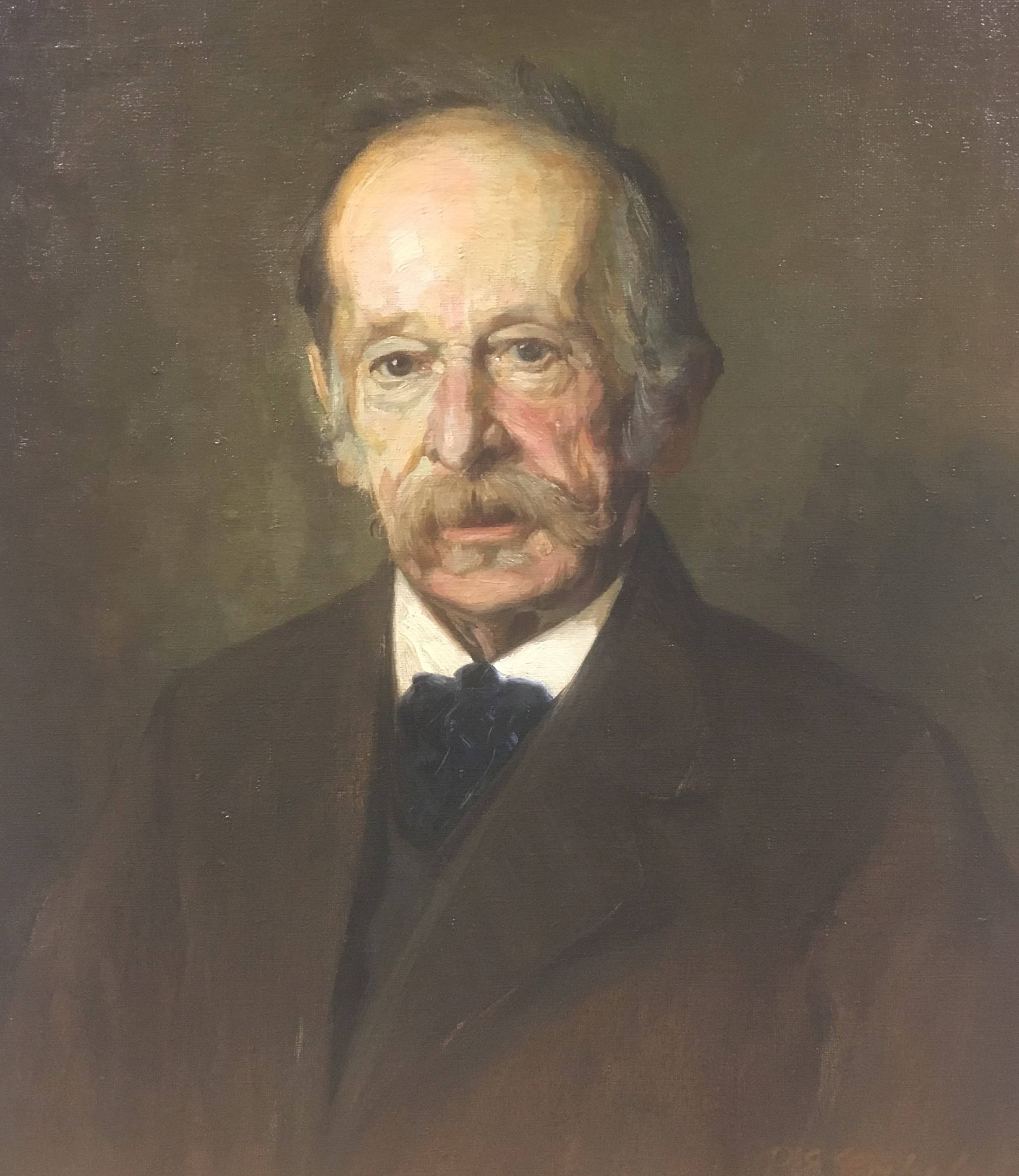
Friedrich Giesel im Archiv der Buchler GmbH

Friedrich Oskar Giesel (* 20. Mai 1852 in Winzig, Niederschlesien; † 14. November 1927 in Braunschweig) war ein  deutscher Chemiker und Pionier der Radioaktivitätsforschung.

## Leben und Werk
Giesel war der Sohn eines Arztes. Er studierte Chemie, promovierte an der Georg-August-Universität Göttingen, war für mehrere Jahre wissenschaftlicher Assistent an der Gewerbeakademie Berlin und übernahm schließlich eine Anstellung als leitender Betriebschemiker bei der Braunschweiger Chininfabrik Buchler & Co. Er brachte die Chininproduktion des Unternehmens auf den neuesten Stand der Verfahrenstechnik und sorgte für die Ausweitung der Produktpalette auf Kokain und Hyoscyamin für medizinische Zwecke. Zusammen mit seinem Hochschullehrer Carl Liebermann lieferte er einige fundamentale wissenschaftliche Beiträge über Chinin und Kokain.
1896 entdeckte der Franzose Henri Becquerel die Radioaktivität. Als die junge Wissenschaftlerin Marie Curie zwei Jahre später darüber berichtete, dass sie in Uranrückständen das bisher unbekannte radioaktive Element Polonium gefunden habe, versuchte sich Giesel ebenfalls an der Darstellung des Poloniums. Es gelang ihm, eine Substanz mit radioaktiven Eigenschaften zu isolieren. Allerdings war es kein Polonium, wie er es erwartete. Wie sich wenig später herausstellte, hatte er zur gleichen Zeit und unabhängig von dem Ehepaar Curie das Radium entdeckt.
Giesel konzentrierte sich in der Folgezeit auf die Entwicklung eines industriell verwertbaren Verfahrens der Radiumgewinnung und brachte schließlich radioaktives Material in den Handel. In überaus großzügiger Weise stellte er Wissenschaftlern aller Nationen Präparate für ihre Forschungsarbeiten zur Verfügung. Ernest Rutherford schrieb einmal über Giesel, dass er und die gesamte fachwissenschaftliche Welt ihm für die Bereitstellung von radioaktivem Material zu größtem Dank verpflichtet seien.
Friedrich Giesel lieferte aber auch seinerseits Forschungsbeiträge. Beispielsweise arbeitete er mit dem unterschiedlichen Durchdringungsvermögen und der unterschiedlichen Reichweite charakterisierende Strahlungseigenschaften heraus; das Element Actinium (von ihm Emanium genannt) ist von ihm unabhängig von André-Louis Debierne 1902 entdeckt worden; mit dem Nachweis der magnetischen Ablenkbarkeit der β-Strahlen schuf Giesel die Grundlage zu ihrer Identifizierung als schnell bewegte Elektronen. Im Jahr 1903 wurde er zum Mitglied der Leopoldina gewählt.
Eine andere Entdeckung Giesels war die Anregung der Phosphoreszenz von Zinksulfid durch α-Strahlung. Das Phänomen wurde dann in Spinthariskopen zur Intensitätsbestimmung von ionisierender Strahlung genutzt. Giesel selbst führte die Entdeckung zur Erfindung einer selbstleuchtenden Farbe, indem er Radiumsalz mit Zinksulfid vermengte. Diese Radiumleuchtmasse fand unter anderem in der Uhrenindustrie Anwendung.
In aus heutiger Sicht bedenklichen Selbstexperimenten hat Giesel auch Anteil an den Erkenntnissen zur Radioaktivität in Hinblick auf ihre physiologischen Wirkungen genommen. Der jahrelange ungeschützte, unbekümmerte Umgang mit strahlenden Substanzen forderte schließlich seinen Tribut. Nach langem und quälendem Siechtum, zudem psychisch gezeichnet vom frühen Tode seines von ihm innig geliebten Sohnes, starb er 1927 im Alter von 75 Jahren. Ganz im Sinne seiner bescheidenen Lebensart erhielt Giesel auf dem Braunschweiger Friedhof an der Helmstedter Straße ein schlichtes Urnengrab. Erst 1955 stellte man einen Gedenkstein auf.
In Braunschweig war Giesel zu Lebzeiten neben seinen Leistungen auf dem Gebiet der Radioaktivität als ein vielseitig interessierter Wissenschaftler bekannt und geachtet. Beispielsweise dürfte er mit zu den Ersten überhaupt gehört haben, die sich mit der Farbfotografie beschäftigten. Als sich die Nachricht von Röntgens Entdeckung der körperdurchdringenden Strahlen verbreitete, baute er sogleich einen Röntgenapparat nach. Zusammen mit seinem Freund, dem Zahnarzt Otto Walkhoff, fertigte er damit unter anderem Schädel- und spektakuläre Zahnaufnahmen an.

## Schriften (Auswahl)
- Über künstliche Färbung von Krystallen der Haloidsalze der Alkalimetalle durch Einwirkung von Kalium- und Natriumdampf. in: Berichte der deutschen chemischen Gesellschaft. 30: S. 156–158, 1897, ISSN 0365-9496.
- Einiges über das Verhalten des radioactiven Baryts und über Polonium. in: Annalen der Physik und Chemie. 69: S. 91–94, 1899, ISSN 0003-3804.
- Ueber die Ablenkbarkeit der Becquerelstrahlen im magnetischen Felde. in: Annalen der Physik und Chemie. 69: S. 834–836, 1899, ISSN 0003-3804.
- Einiges über Radium-Baryum-Salze und deren Strahlen. in: Verhandlungen der deutschen physikalischen Gesellschaft. 2: S. 9–10, Friedrich Vieweg & Sohn, Braunschweig; J.A. Barth, Leipzig 1900, ISSN 0420-0195.
- Über radioactive Stoffe. in: Berichte der deutschen chemischen Gesellschaft. 33: S. 3569–3571, 1900 und 34: S. 3772–3776, 1901, ISSN 0365-9496.
- Über radioaktive Substanzen und deren Strahlen. Sonderausgabe aus der Sammlung chemischer und chemisch-technischer Vorträge. Hrsg. Felix B. Ahrens. Enke, Stuttgart 1902, ISSN 0177-4689
- Über Radiumbromid und sein Flammenspektrum. in: Physikalische Zeitschrift. 3: S. 614–615, Hirzel, Leipzig 1902, ISSN 0369-982X.
- Ueber den Emanationskörper aus Pechblende und über Radium. in: Berichte der deutschen chemischen Gesellschaft. 36: S. 342–347, 1903, ISSN 0365-9496.
- Ueber Polonium und die inducirende Eigenschaft des Radiums. in: Berichte der deutschen chemischen Gesellschaft.  36:2368-2370, 1903, ISSN 0365-9496.